# Scientific American
Scientific American (neformalno skraćeno na SciAm ili ponekad SA) je američki popularno naučni magazin. Mnogi poznati naučnici, uključujući Alberta Ajnštajna, doprineli su člancima ovom časopisu. On je najstariji neprekidno objavljivani mesečni časopis u Sjedinjenim Državama (iako je to postao mesečni časopis tek 1921. godine).

## Istorija
је osnovao 1845. godine pronalazač i izdavač Rufus M. Porter kao nedeljni list na četiri stranice. Tokom prvih godina, veliki je naglasak stavljen na izveštaje o onome što se događalo u američkom patentnom zavodu. Časopis je takođe izveštavao o širokom spektru izuma, uključujući mašine za perpetualno kretanje, uređaj za plutanje plovila Abrahama Linkolna iz 1860. godine i kardansko vratilo koje se sada može naći u gotovo svakom proizvedenom automobilu. Sadašnja izdanja uključuju odeljak „ovaj datum u istoriji”, koji sadrži odlomke članaka originalno objavljenih 50, 100 i 150 godina ranije. Teme uključuju šaljive incidente, pogrešne teorije i zapažen napredak u istoriji nauke i tehnologije.
Porter je publikaciju prodao Alfredu Ili Biču i Orsonu Deze Manu samo deset meseci nakon osnovanja. Do 1948. godine, ostao je u vlasništvu kompanije Man & Kompani. Pod Manovim unukom, Orson Deze Manom III, časopis je evoluirao u vid publikacije „radnog stola”, slično inkarnaciji časopisa Popularna nauka u dvadesetom veku.
U godinama nakon Drugog svetskog rata, popularnost magazina je opadala. Godine 1948, tri partnera koja su planirala pokretanje novog popularno-naučnog časopisa, koji bi se zvao The Sciences, umesto toga su kupila imovinu starog časopisa Scientific American i stavili njegovo ime na dizajn koji su stvorili za svoj novi časopis. Tako su partneri - izdavač Džerard Pil, urednik Denis Flanagan i generalni direktor Donald H. Miller, ml. - u suštini stvorili novi časopis. Miler se penzionisao 1979. godine, Flanagan i Pil 1984. godine, kada je Džonatan sin Džerarda Pila postao predsednik i urednik; tiraž je narastao petnaest puta od 1948. godien. Časopis je 1986. godine prodat je nemačkoj grupi Holcbrink, u čijem je vlasništvu od tada. U jesen 2008. godine Scientific American je stavljen  pod kontrolu Nature Publishing Group, divizije grupe Holcbrink.
Donald Miler je umro je u decembru 1998. godine, Džerard Pil u septembru 2004. godine, a Denis Flanagan u januaru 2005. godine. Mariet Dihristina je trenutni glavni urednik, nakon što je u junu 2009. godine odstupio Džon Reni.
Ovaj časopis je najstariji kontinuirano objavljeni časopis u Sjedinjenim Državama.
Godine 2009, izdavač je obavestio univerzitetske biblioteke da će godišnja pretplata na časopis porasti za skoro 500% za štampanje i 50% za onlajn pristup na 1.500 dolara godišnje.
Godine 2013, Daniel N. Li, naučnica koja je pisala blog za Scientific American, izvređana u imejlu od strane urednika naučnog sajta Biology Online nakon što je odbila da piše profesionalni sadržaj bez naknade. Kada je Li, ogorčena zbog elektronske poruke, napisala opovrgavanje na svom blogu, glavna urednica časopisa Scientific American, Marieta Dihristina, uklonila je objavu. Dihristina je navela pravne razloge za uklanjanje bloga. Urednik Biology Online je otpušten nakon incidenta.

## Međunarodna izdanja
je objavio svoje prvo strano izdanje 1890. godine, La America Cientifica na španskom jeziku. Publikacija je obustavljena 1905. godine. Prošlo je 63 godine pre nego što se pojavilo drugo izdanje na stranom jeziku: 1968. godine pokrenuto je italijansko izdanje Le Scienze, a japansko izdanje Nikkei Science je usledilo tri godine kasnije. Novo špansko izdanje, , pokrenuto je u Španiji 1976, a zatim francusko izdanje, Pour la Science, u Francuskoj 1977, i nemačko izdanje, Spektrum der Wissenschaft, u Nemačkoj 1978. Rusko izdanje, , pokrenuto je u Sovjetskom Savezu 1983. godine, i nastavlja se u današnjoj Ruskoj Federaciji. Kexue (科学, „Nauka” na kineskom) pojednostavljeno je kinesko izdanje pokrenuto 1979. godine. Ono je bilo prvi zapadnjački časopis objavljen u Narodnoj Republici Kini. Osnovan u Čungkingu, ovaj pojednostavljeni kineski časopis je prebačen u Peking 2001. godine. Kasnije 2005. godine, umesto Kexue pokrenuto je novije izdanje, Global Science (环球科学), koje se prekinuto zbog finansijskih problema. Tradicionalno kinesko izdanje, poznato kao Scientist je uvedeno na Tajvanu 2002. godine. Mađarsko izdanje Tudomány je postojalo između 1984. i 1992. Godine 1986. objavljeno je arapsko izdanje, Oloom Magazine. u Brazilu je pokrenuto portugalsko izdanje 2002. godine.
Danas Scientific American objavljuje 18 izdanja na stranih izdanja širom sveta, na jezicima: arapski, brazilski portugalski, pojednostavljeni kineski, tradicionalni kineski, češki, holandski, francuski, nemački, grčki, hebrejski, italijanski, japanski, korejski, litvanski (prekinuto nakon 15 izdanja), poljski, rumunski, ruski i španski.
Od 1902. do 1911. godine, Scientific American je nadgledao izdavanje Encyclopedia Americana, koja je u tom periodu bila poznata i kao Amerikana.

## Prvo izdanje
Časopis se prvobitno nazvao „Zagovornikom industrije i preduzeća” i „Časopis za mehanička i druga poboljšanja”. Na naslovnoj strani prvog broja nalazi se gravura „Poboljšani želežnički putnički vagoni”. Časopis je sadržao komentare kao što je:
 objavljuje Rufus Porter svakog četvrtka ujutro u br. 11 Sprus strit, Njujork, br. 16 Stejt strit, Boston, i br. 2l Arkejd Filadelfija, (glavna kancelarija je u Njujorku). Svako izdanje će biti opremljeno sa dve do pet originalnih gravira, od kojih su mnoge elegantne i ilustrativne za nove izume, naučna načela i interesantne radove; i sadržaće, uz najzanimljivije vesti o događajima koji su u toku, opšta obaveštenja o napretku mehaničkih i drugih naučnih unapređenja; američkih i stranih. Poboljšanja i izumi; Katalozi američkih patenata; Naučni eseji, ilustrativni principi nauka o mehanici, hemiji i arhitekturi: korisne informacije i instrukcije u različitim umetnostima i zanatima; Interesantni filozofski eksperimenti; Razna obaveštenja, muzika i poezija. Ovaj časopis ima posebno pravo na pokroviteljstvo mehanike i proizvodnje, jer je jedini časopis u Americi, posvećen interesovanju tih klasa; ali je posebno koristan poljoprivrednicima, jer ih neće samo obavestiti o poboljšanjima poljoprivredne opreme, već ih uputiti u razne mehaničke zanate i zaštititi ih od nametanja. Kao porodične novine, preneće deci i mladima korisnija obaveštenja nego što je petostruki trošak njihove školske nastave. Još jedan važan argument u korist ovog časopisa je da će na kraju godine, kada se popuni tom, vrediti dva dolara (Stari tomovi Njujorškog mehaničara, sada vrede duplo više od prvobitnog troška, u gotovini). Uslovi: Scientific American biće isporučen pretplatnicima po ceni od 2,00 dolara godišnje, - jedan dolar unapred, a preostali deo za šest meseci. Pet primeraka biće poslato na jednu adresu šest meseci za četiri dolara unapred. Svako lice koje pribavi dva ili više pretplatnika imaće pravo na proviziju od 25 centi.
Ovaj komentar ispod ilustracije daje aromu svog tadašnjeg stila:
Verovatno nema mehaničkog predmeta, u kojem su unapređenja tako brzo napredovala u poslednjih deset godina, kao što je to slučaj sa putničkim železničkim vagonima. Neka bilo ko uporedi nezgrapna i neotesana kola iz '35-ih sa vrhunski sjajnim dugim kolima koji se sada kreću na nekoliko istočnih pruga, i biće mu teško da prenese trećoj strani tačnu predstavu o ogromnom obimu poboljšanja. Neke od najelegantnijih vagona ove klase, koji imaju kapacitet za smeštaj od šezdeset do osamdeset putnika i da se kreću stabilnošku koja jedva da je uporediva sa parobrodom na mirnoj vodi, proizvodi kompanija Davenport & Bridžes, u njihovim proizvodnim pogonima u Kembridžportu, Masačusetc. Proizvođači su nedavno predstavili mnoštvo izvrsnih poboljšanja u konstrukciji koloseka, opruga i priključaka, koji su proračunati da izbegnu atmosferski otpor, pruže bezbednosti i udobnost, a koji doprinose idobnosti i komforu putnike, dok lete brzinom od 30 do 40 milja na sat.
Takođe je u prvom izdanju je komentar o uređaju koji je predložio Signor Muzio Muzi za vazdušnu navigaciju.

## Vebsajt
U martu 1996, Scientific American je formirao svoj vebsajt kojim su obuhvaćeni članci iz sadašnjeg i ranijih izdanja, materijal koji se objavljivao samo onlajn,
dnevne vesti, naučne eneigme, posebni izveštaji, i drugo. Veb stranica je uvela preplatu u aprilu 2019. godine.

## Televizija
Od 1990 do 2005 godine Scientific American je proizvodio televizijski program na mreži PBS pod nazivom Scientific American Frontiers sa voditeljima Vudijem Foversom i Alanom Alsom.

## Literatura
- Lewenstein, Bruce V (1989). „Magazine Publishing and Popular Science After World War II”. American Journalism. 6 (4): 218—34. doi:10.1080/08821127.1989.10731208.

## Spoljašnje veze
- Scientific American на сајту Internet Archive (језик: енглески)
- Scientific American на сајту LibriVox (језик: енглески)